# アレクサンドリーネ・フォン・プロイセン (1915-1980)
アレクサンドリーネ・フォン・プロイセン（Alexandrine von Preußen, 1915年4月7日 - 1980年10月2日）は、ドイツ・プロイセンの旧統治者家系ホーエンツォレルン家の一員。最後のドイツ皇帝・プロイセン王ヴィルヘルム2世の孫娘の1人。

## 生涯
第一次世界大戦中の1915年、ドイツ皇太子ヴィルヘルムと、その妻でメクレンブルク＝シュヴェリーン大公女のツェツィーリエ皇太子妃夫妻の第5子、長女としてベルリンの皇太子宮殿で生まれた。父方の祖父母はドイツ皇帝ヴィルヘルム2世と皇后アウグステ・ヴィクトリア、母方の祖父母はメクレンブルク＝シュヴェリーン大公フリードリヒ・フランツ3世と大公妃アナスタシア。アレクサンドリーネ・イレーネ（Alexandrine Irene）と名付けられた。名前のひとつイレーネ（ギリシャ語で「平和」）は第一次世界大戦の2年目に生まれたことから付けられたと考えられている。家族からは「アディニ（„Adini“）」の愛称で呼ばれた。

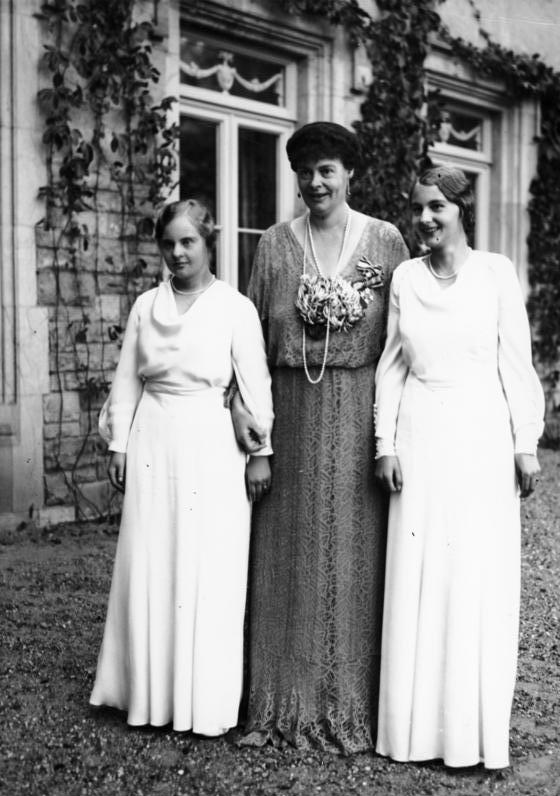
19歳のアレクサンドリーネ王女（左）、母のツェツィーリエ皇太子妃、妹のツェツィーリエ王女と共に、1934年

生まれてまもなくダウン症であることが明らかになったが、他の障がい者の王侯貴族の子どもとは異なり、このことで世間から隠されることはなかった。アレクサンドリーネは公式の行事に出席し家族写真に写っている。主に乳母のゼルマ・ベーゼに世話を受け、兄妹たちと一緒にポツダムやエールス（現在のポーランド領ドルヌィ・シロンスク県オレシニツァ）で育った。1932年から1934年まで教育学者ヨハンネス・トリューパー（Johannes Trüper）の経営するイェーナの特別支援学校に通い、1934年の夏にポツダムに戻った。1936年にバイエルン州のペッキングに移り、第2次世界大戦中はペッキングに隠棲していた。
1945年末にシュタルンベルク湖畔に小さな家に引っ越し、亡くなるまでその家で過ごした。アレクサンドリーネのもとには定期的に家族が訪ねていて、特に兄ルイ・フェルディナントがよくやって来ていた。
1980年に亡くなり遺骸はヘヒンゲン（バーデン＝ヴュルテンベルク州ツォレルンアルプ郡）のホーエンツォレルン城内のザンクト・ミヒャエル稜堡（St.-Michaels-Bastei）に埋葬された。

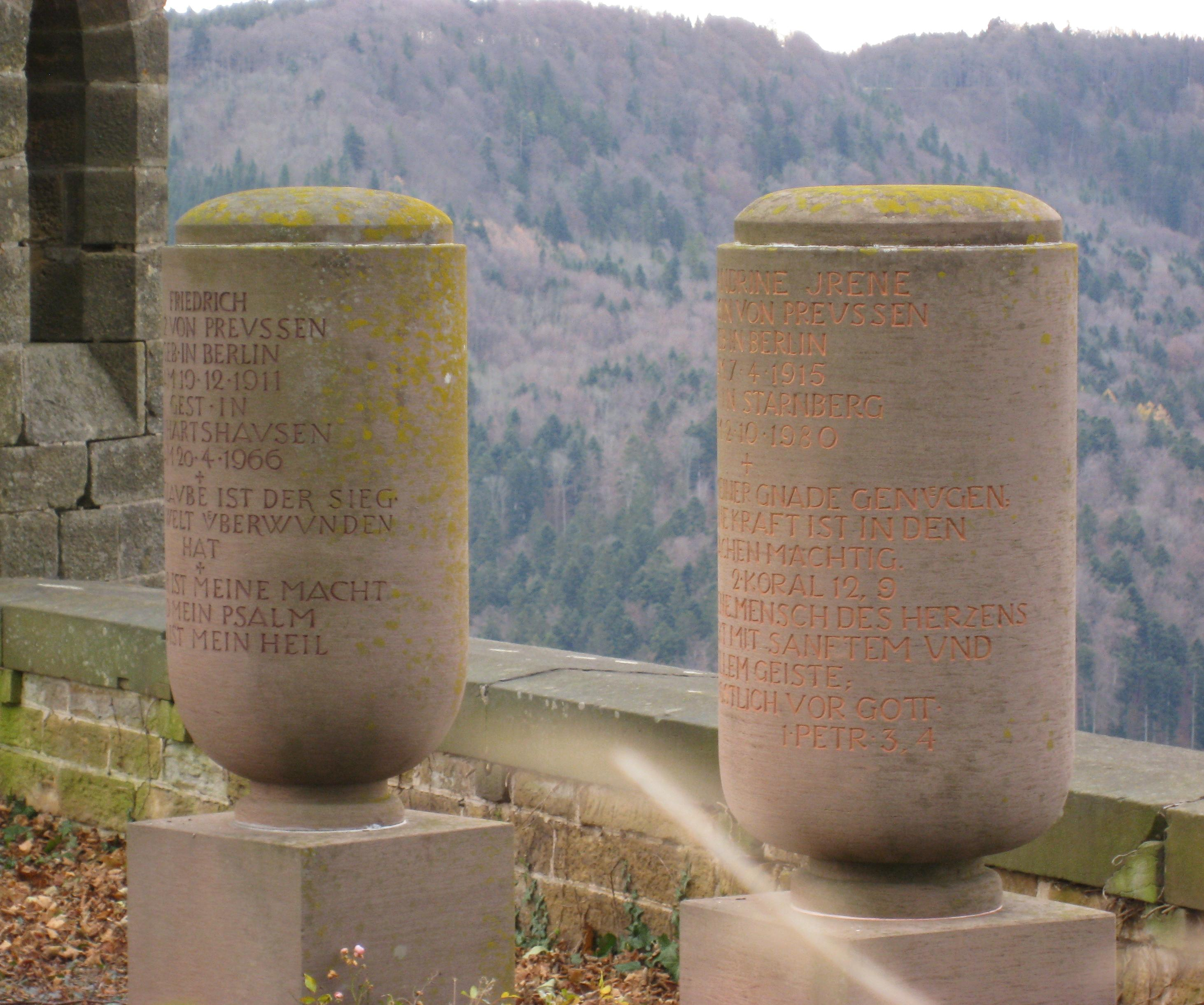
兄フリードリヒとアレクサンドリーネの墓